# A zongoratanárnő (film)
A zongoratanárnő (La pianiste) 2001-ben bemutatott francia–osztrák–német filmdráma Michael Haneke rendezésében. A forgatókönyvet Haneke Elfriede Jelinek azonos című regényéből írta. A főszerepeket Isabelle Huppert, Benoît Magimel és Annie Girardot alakítja. A felkavaró alkotás elnyerte a 2001-es cannes-i filmfesztivál zsűrijének nagydíját, valamint a legjobb férfi és a legjobb női alakításért járó elismerést.

## Rövid tartalmi bevezető
A negyvenéves Erika Kohut a bécsi Zeneakadémia zongoratanára. Édesanyjával él, aki zsarnokoskodik fölötte, nem hagy számára semmi önállóságot. A megközelíthetetlen és hideg fiatal nőnek van egy szenvedélye: szabad idejében titokban pornómozikat és peep show-kat látogat. Elfojtott szexualitása önpusztító és mazochista jellemvonásokat hoz felszínre. Egy nap azonban egyik tanítványa elhatározza, hogy meghódítja.

## Szereplők
| Szerep              | Színész          | Magyar hangja (1. szinkron) |
| ------------------- | ---------------- | --------------------------- |
| Erika Kohut         | Isabelle Huppert | Kubik Anna                  |
| Erika anyja         | Annie Girardot   | Pásztor Erzsi               |
| Walter Klemmer      | Benoît Magimel   | Hevér Gábor                 |
| Madame Schober      | Susanne Lothar   | Andresz Kati                |
| Dr. Blonskij        | Udo Samel        | Izsóf Vilmos                |
| Anna Schober        | Anna Sigalevitch | Czifra Krisztina            |
| Madame Blonskij     | Cornelia Köndgen | (n. a.)                     |
| Walter menyasszonya | Eva Green        | (n. a.)                     |

## Háttér
A film alapjául Elfriede Jelinek 1983-ban megjelent A zongoratanárnő című önéletrajzi ihletésű regénye szolgált. Az írónő kezdetben idegenkedett művének megfilmesítésétől, mert úgy vélte, hogy regénye nagyon nyelvközpontú és egy filmes adaptáció ezt nem tudná teljes mértékben visszaadni.
Haneke eredetileg Jeanne Moreau-t szerette volna felkérni a címszerepre, de ő nem vállalta el. Isabelle Huppert-t a rendező személye győzte meg arról, hogy vállalja el a szerepet. „A zongoratanárnő papíron annyira hajmeresztőnek tűnt, hogy órákig morfondíroztam, el kellene-e vállalnom, vagy sem?” – nyilatkozta a színésznő, akire a rendező már Furcsa játék (1997) című filmjének főszerepét is rá szerette volna bízni, de akkor nemet mondott. A filmben valóban Huppert zongorázott: a forgatás előtt egy évvel újra gyakorolni kezdett, hogy felfrissítse zongoratudását.

## Fogadtatás, kritikai visszhang
A zongoratanárnő többségében pozitív fogadtatásra talált, melyet a kritikusok erőteljes és felkavaró alkotásként jellemeztek. Dicsérték a színészek, különösen a főszereplő Isabelle Huppert alakítását. A The Los Angeles Times cikkében Kevin Thomas úgy véli, hogy a film a díjak ellenére a közönség egy része számára túl erős lesz. Stephen Holden a The New York Times újságírója Isabelle Huppert teljesítményét méltatja, aki „Erika Kohutként az egyik legnagyszerűbb alakítását nyújtja a filmvásznon.”
A Népszabadság kritikusa szerint Haneke alkotása „Igazi polemikus film: nem mehetsz el mellette legyintve, hatását sem teheted le napokig. És nem lesz tőle jókedved.” A Mozinet cikkírója Kárpáti György úgy véli, hogy „A langyos és (szándékosan) félrevezető első tíz perc után a Zongoratanárnő kegyetlen és kíméletlen drámává fajul el, amelynek nyersessége az utolsó évek egyik legjobb európai filmjévé emeli az alkotást.” A Filmvilág folyóiratban Földényi F. László írt recenziót a filmről. Úgy véli, hogy Haneke törekedett arra, hogy mind hangulatában, mind cselekményében hű maradjon az eredeti regényhez, de Huppert „alakításával az elcsépeltnek tetsző témát vadonatújjá varázsolja, s olyan erotikus kisugárzást ad a figurának, amelynek Elfride Jelinek alapul szolgáló regényében nyoma sincsen.”

## Rokon alkotások
A zongoratanárnő illeszkedik az elmúlt évek azon alkotásainak sorába, melyekben az emberi kapcsolatok és a szexualitás viszonya áll a történetek középpontjában és a testiség ábrázolása jóval bátrabban és hangsúlyosabban jelenik meg, nem egyszer a pornófilmekre jellemző nyíltsággal. Ezen filmek közül Leos Carax Pola X (1999), Catherine Breillat Románc (1999), Virginia Despentes és Coralie Legyél velem! (2000), Lars von Trier Idióták (1998) vagy Patrice Chéreau Intimitás (2001) című alkotását érdemes megemlíteni.

## Jelentősebb díjak, jelölések
- BAFTA-díj (2002)
  - jelölés: Veit Heiduschka, Michael Haneke  (legjobb nem angol nyelvű film)
- Cannes-i filmfesztivál (2001)
  - díj: Michael Haneke (Zsűri nagydíja)
  - díj: Benoît Magimel (legjobb férfi alakítás)
  - díj: Isabelle Huppert (legjobb női alakítás)
  - jelölés: Michael Haneke (Arany Pálma)
- Bodil-díj (2003)
  - jelölés: Michael Haneke (legjobb nem amerikai film)
- César-díj (2002)
  - díj: Annie Girardot (legjobb női mellékszereplő)
  - jelölés: Isabelle Huppert (legjobb színésznő)
- Európai Filmdíj (2001)
  - díj: Isabelle Huppert (legjobb színésznő)
  - jelölés: Benoît Magimel (Közönségdíj – legjobb színész)
  - jelölés: Isabelle Huppert (Közönségdíj – legjobb színésznő)
  - jelölés: Michael Haneke (Közönségdíj – legjobb rendező)
  - jelölés: Veit Heiduschka (legjobb film)
  - jelölés: Michael Haneke (legjobb forgatókönyv)
- New York-i Filmkritikusok Egyesülete (2002)
  - 3. helyezés: Isabelle Huppert (legjobb színésznő)
- Pulai filmfesztivál (2002)
  - díj: Isabelle Huppert (Arany Aréna – legjobb színésznő)